# Instytut kul'tury (metropolitana di Minsk)
La stazione di Instytut kul'tury (Інстытут культуры), in russo Institut kul'tury (Институт культуры), è una stazione della metropolitana di Minsk, sulla linea Maskoŭskaja.